# Bulbophyllum phaeanthum
Bulbophyllum phaeanthum là một loài phong lan thuộc chi Bulbophyllum.